# چلیان (ویرجینیای غربی)
چلیان(به انگلیسی: Chelyan) شهری در ایالت ویرجینیای غربی کشور ایالات متحده آمریکا است که جمعیت آن در سرشماری سال ۲۰۱۰ میلادی، ۷۷۶ نفر بوده‌است.